# Yves-Michel Marti
Yves-Michel Marti é um engenheiro francês, um pioneiro em inteligência econômica.

## Biografia
E formado pela École Nationale Supérieure des Télécommunications e possui um Master of Business Administration por INSEAD. Projetou radares para as empresas:  Dassault Electronique na França,  Pacific Monolithics e Hewlett-Packard no Vale do Silício, Califórnia, tendo seu trabalho reconhecido e premiado pela National Science Foundation no EEUU. Lecionou na Universidade da Califórnia em Berkeley, e ainda foi vendedor, diretor de marketing de uma filial de Lucas Industries na Grã-Bretanha.
Em 1992, participou da criação da sucursal francesa da SCIP (Society of Competitive Intelligence Professionnals).
Dois anos mais tarde, fundou a Egideria, uma empresa especializada em inteligência de negócios, fornecendo aos líderes empresariais a informação sensível em seu ambiente de tecnologia, negócios e concorrência. Egideria foi classificada entre os maiores provedores de serviços de Inteligência na França pelo jornal Intelligence Online em 2006 e também pelo jornal Le Figaro em 2007, usando softwares originais para o tratamento de informações estratégicas, este trabalho é reconhecido por revistas especializadas, que publicaram seus resultados .
Em 1996, Marti foi co-autor do livro "Inteligência competitiva e de negócios: os olhos e ouvidos da empresa",  que recebeu o prêmio de melhor livro de gestão européia pelo jornal Financial Times, sendo selecionado como um dos 3 melhores do mundo.Segundo a revista “Business Digest” o referido livro é considerado um clássico na área do management
.
Em 1997, foi o pioneiro em seminários na Europa sobre Técnicas de Elicitação e Sala de Situação (War Room) . No mesmo ano, escandalizou a conferência SCIP em San Diego, por sua palestra "O que podemos aprender com o Sistema de Inteligência da Igreja Católica?" .